# Nicole Bricq
Nicole Bricq, nombre de soltera Nicole Vayssière, (La Rochefoucauld, 10 de junio de 1947 - Poitiers, 6 de agosto de 2017) fue una política francesa, militante del Partido Socialista. Fue diputada en la Asamblea Nacional francesa por el departamento de Sena y Marne del 12 de junio de 1997 al 16 de junio de 2002. De 16 de mayp al 18 de junio de 2012 ocupó el cargo de ministra de Ecología, desarrollo sostenible y Energía en el Gobierno Ayrault. Murió el 6 de agosto de 2017 después de sufrir una caída accidental.